# Xã May, Quận Lee, Illinois
Xã May (tiếng Anh: May Township) là một xã thuộc quận Lee, tiểu bang Illinois, Hoa Kỳ. Năm 2010, dân số của xã này là 304 người.